# Rapid City
Pour les articles homonymes, voir Rapid City (homonymie).
Rapid City (nom cheyenne : Haeohé-mahpe), ville de 67 956 habitants en 2010, se situe dans le comté de Pennington, dans le Dakota du Sud, dont elle est, avec Sioux Falls, l'une des villes les plus importantes.

## Géographie
À une altitude de 990 m, Rapid City se trouve au pied des Black Hills, non loin du célèbre mont Rushmore (situé sur la commune de Keystone).
La municipalité s'étend sur 55,49 milles carrés (143,72 km2), dont 0,08 mille carré (21 ha) d'étendues d'eau.

## Histoire
La ville est fondée en 1876 et doit son nom au Rapid Creek, qui la traverse.
En juin 1972, une inondation record balaya la ville.

## Démographie
En 2000, les 59 607 habitants de Rapid City étaient répartis entre 15 220 familles.
Composition de la population :
- Blancs : 84,33 %
- Afro-Américains : 0,97 %
- Amérindiens : 10,14 %
- Asiatiques : 1 %
- Îles du Pacifique : 0,06 %
- Autres : 0,73 %
- Métis : 2,77 %

### Religion
Rapid City est le siège du diocèse catholique de Rapid City avec la cathédrale Notre-Dame-du-Perpétuel-Secours.
| 1880 | 1890  | 1900  | 1910  | 1920  | 1930   |
| ---- | ----- | ----- | ----- | ----- | ------ |
| 939  | 2 128 | 1 342 | 3 454 | 5 777 | 10 464 |

| 1940   | 1950   | 1960   | 1970   | 1980   | 1990   |
| ------ | ------ | ------ | ------ | ------ | ------ |
| 13 844 | 25 312 | 42 390 | 43 846 | 46 492 | 54 523 |

| 2000   | 2010   | - | - | - | - |
| ------ | ------ | - | - | - | - |
| 59 607 | 67 956 | - | - | - | - |

## Économie

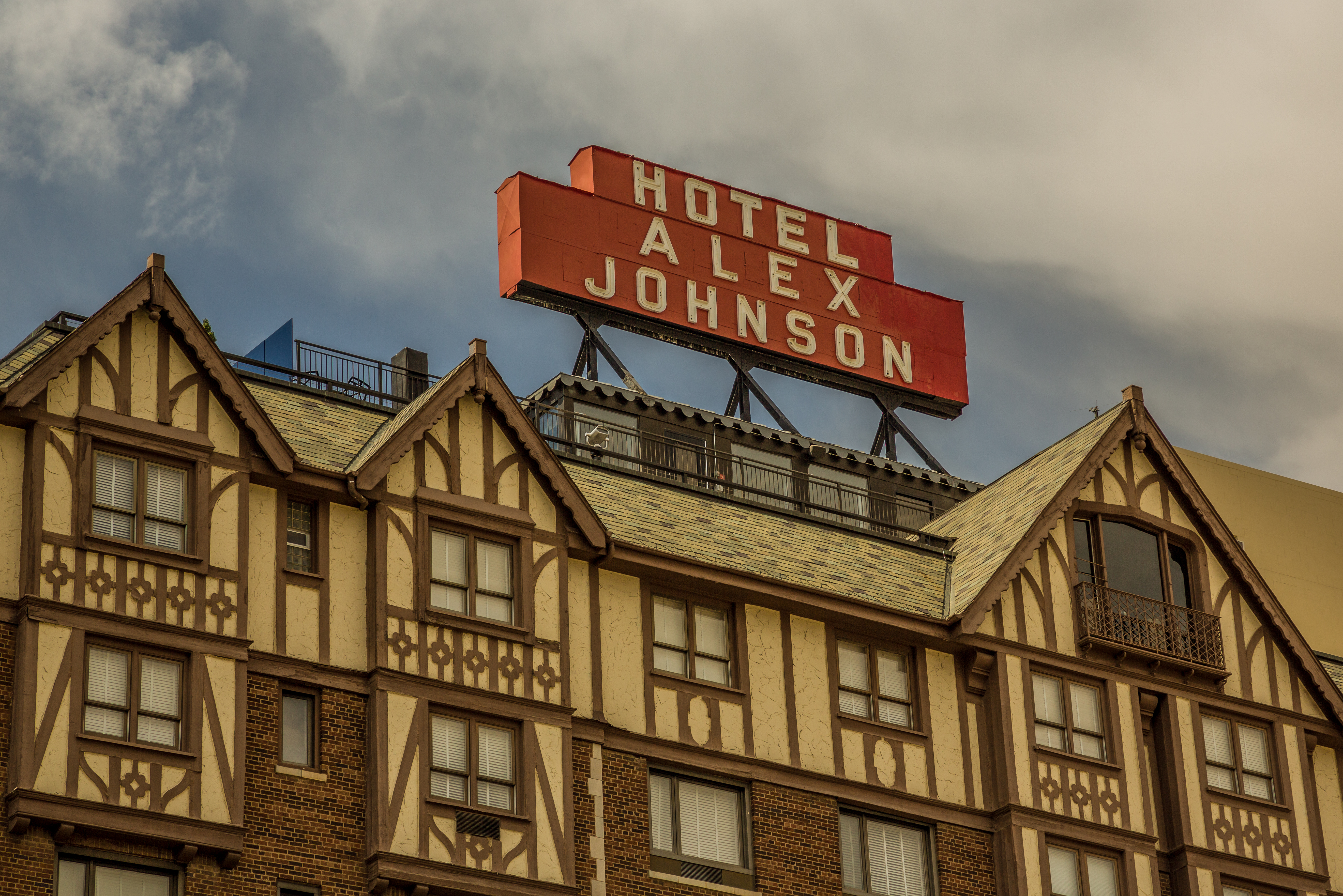
L'hôtel Alex Johnson, à Rapid City.

L'activité principale de la ville est le tourisme grâce au mont Rushmore et au rassemblement de moto Sturgis Motorcycle Rally à Sturgis. Depuis l'an 2000, des bronzes représentant chacun des présidents des États-Unis ont été installés dans le quartier historique. Enfin, un parc de sculptures, Dinosaur Park, comprend sept statues de dinosaures.
Le secteur industriel compte une usine de ciment, une usine Merillat qui fabrique des meubles de cuisine, des périphériques d'ordinateur. De plus, la base aérienne d'Ellsworth, située à 24 km à l'est de la ville, emploie de nombreux habitants.

## Bâtiments
- Hôtel Alex Johnson
- Temple maçonnique de Rapid City

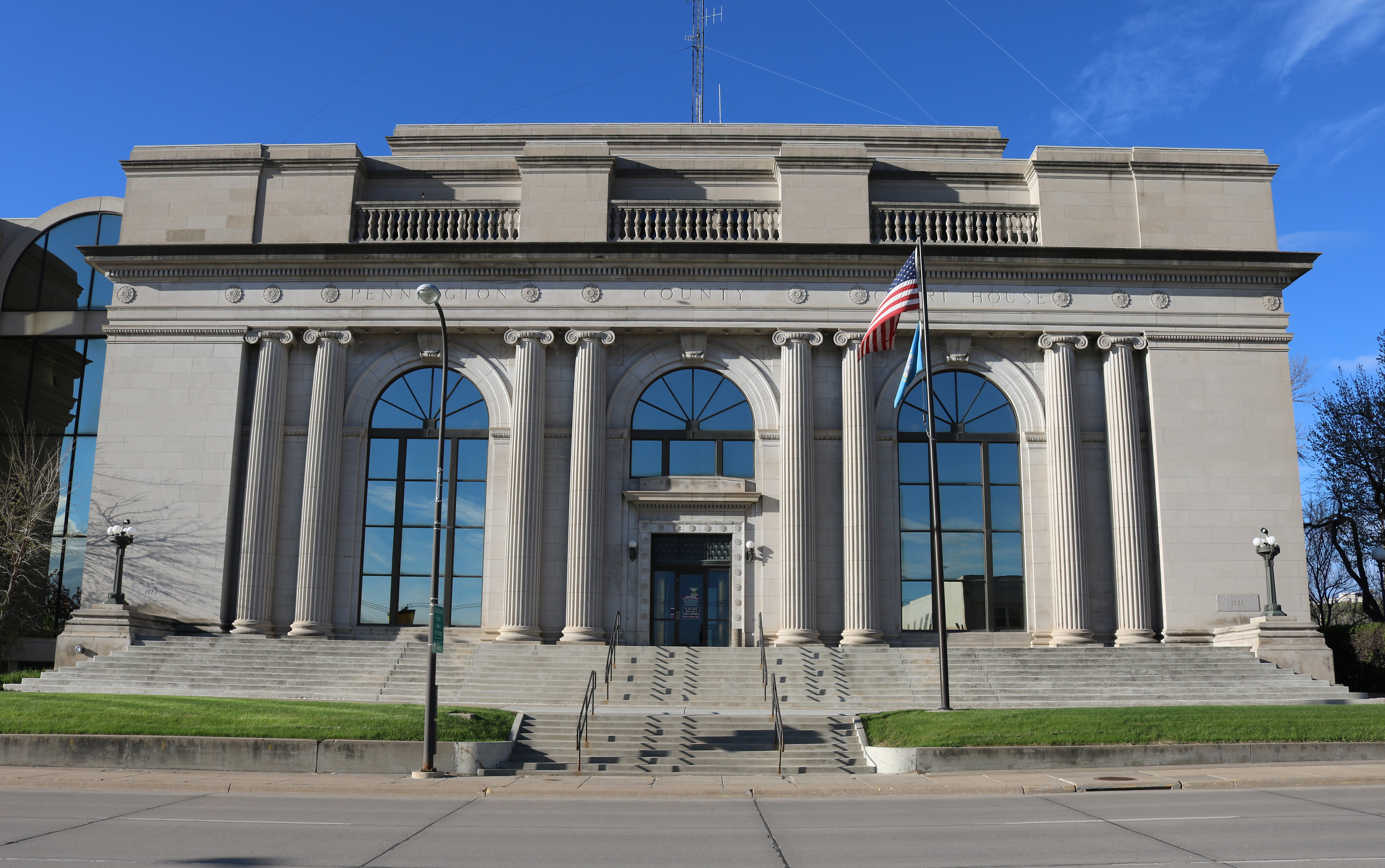
Pennington County Courthouse.

- Pennington County Courthouse, le palais de justice du comté.
- Cathédrale Notre-Dame-du-Perpétuel-Secours de Rapid City
- Pap Madison Cabin
- The Monument, salle omnisports

## Personnalités liées
- Randall Lewis (1959-), champion olympique de lutte libre en 1984.
- Tomi Lahren (1992-), animatrice de télévision et commentatrice politique, a grandi à Rapid City[5].